# Propulsion électrique à respiration atmosphérique
 (octobre 2024).
La propulsion électrique à respiration atmosphérique, abrégé en ABEP (air-breathing electric propulsion), est une technologie de propulsion pour les satellites, qui pourrait permettre la génération de poussée sur des orbites basses (200-400km) sans avoir besoin d'ergol embarqué, en utilisant seulement les gaz de l'atmosphère résiduelle comme ergol. La propulsion électrique atmosphérique pourrait rendre possible une nouvelle classe de missions de longue durée et en orbite basse.
En effet, les méthodes conventionnelles de propulsion ne permettent pas de maintenir une orbite basse au-delà de deux ans, en raison des forces de frottement non négligeables qui s'exercent sur l'appareil.

## Principe de fonctionnement

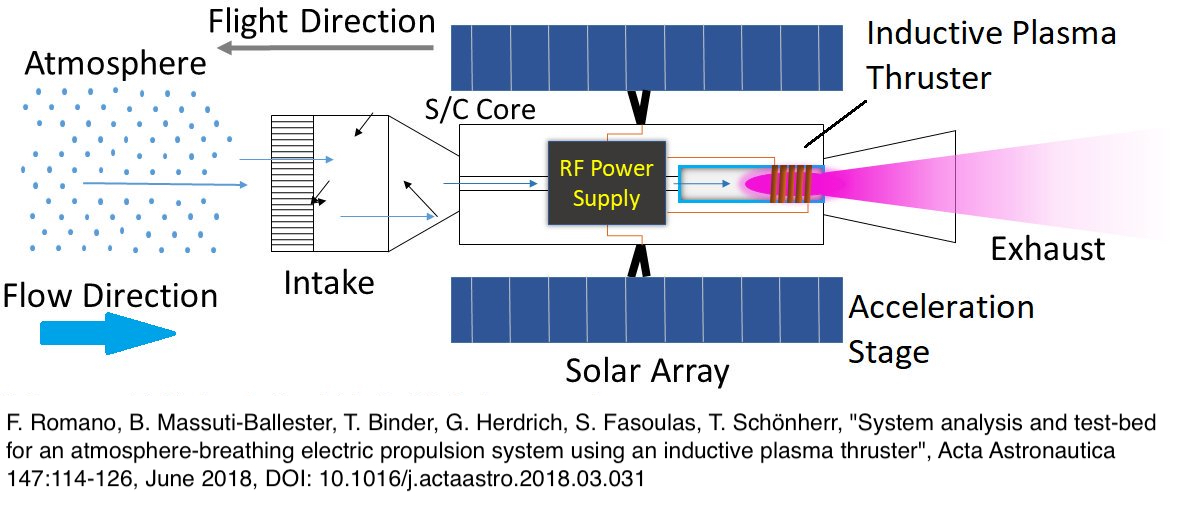
Concept de propulsion électrique à respiration atmosphérique

Un système ABEP est composé d'une entrée d'air (intake) et d'un propulseur électrique : les gaz raréfiés, responsables de la traînée en orbite terrestre basse (LEO) et en orbite terrestre très basse (en) (VLEO), sont utilisés comme ergol,. Cette technologie permettrait idéalement à des satellites d'orbiter à très basse altitude (< 400 km de la surface de la Terre) sans avoir besoin de carburant embarqué, ce qui permet des missions de plus longue durée dans une nouvelle région de l'espace. Cet avantage rend la technologie intéressante pour les missions scientifiques, les services de surveillance militaires et civiles ainsi que pour des services de communication en orbite basse qui auraient une latence encore plus faible que Starlink.
Après avoir été collectées par l'entrée d'air, les molécules de gaz sont dirigées vers le propulseur. Dans la majorité des systèmes, les molécules sont ensuite ionisées puis accélérées par l’étage d’accélération à une vitesse très élevée, générant une poussée. L'énergie électrique nécessaire peut être fournie par une combinaison de panneaux solaires et de batteries. Un propulseur à respiration atmosphérique pourrait prolonger de plusieurs années la durée de vie des satellites en LEO et VLEO en compensant la traînée atmosphérique. Cette technologie pourrait également être utilisée sur n'importe quelle planète dotée d'une atmosphère, à condition que le propulseur puisse utiliser d'autres mélanges gazeux et que la source d'énergie soit suffisamment puissante. Cela signifie avoir une irradiation solaire suffisante dans le cas de panneaux solaires, sur des planètes comme Mars et Vénus. Les panneaux solaires pourraient éventuellement être remplacés par un réacteur nucléaire spatial ou un générateur thermoélectrique à radioisotope (RTG), par exemple pour une mission autour de Titan.